# Авалювання векселів
Авалювання векселів — оформлення авалів за векселями (гарантування оплати векселів). Полягає в наданні банком гарантії платежу за траттою чи простим векселем за будь-яку із зобов'язаних осіб. Є своєрідною формою кредитування банком суб'єктів господарювання і здійснюється на загальних принципах банківського кредитування за дорученням і за рахунок клієнтів. Простими словами авалювання векселів — гарантія з боку банку здійснити оплату (повну або рідше часткову) за векселем у разі, якщо векселедавець сам не може здійснити таку оплату.
Усі гарантійні операції, що супроводжуються прийняттям банком на себе зобов'язань платежу за векселями, здійснюються при настанні певних обставин і в обумовлений строк. Гарантія на забезпечення банком оплати векселів складається виключно у письмовій формі у вигляді договору, який може укладатися на певний термін (генеральна угода про
авалювання), та/або авалювання визначених векселів (окремий договір про авалювання).